# Éparcy
Éparcy ist eine französische Gemeinde mit 34 Einwohnern (Stand: 1. Januar 2022) im Département Aisne in der Region Hauts-de-France; sie gehört zum Arrondissement Vervins, zum Kanton Hirson und zum Gemeindeverband Trois Rivières.

## Geographie
Die Gemeinde Éparcy liegt am Fluss Thon am Nordostrand der Landschaft Thiérache, fünf Kilometer südlich von Hirson und 15 Kilometer südwestlich der Grenze zu Belgien. Nachbargemeinden von Éparcy sind Buire im Nordwesten und Norden, Hirson im Norden, Bucilly im Osten und Südosten, Landouzy-la-Ville im Süden und Südwesten sowie La Hérie im Westen.

## Bevölkerungsentwicklung
| Jahr                       | 1962 | 1968 | 1975 | 1982 | 1990 | 1999 | 2006 | 2013 | 2021 |
| -------------------------- | ---- | ---- | ---- | ---- | ---- | ---- | ---- | ---- | ---- |
| Einwohner                  | 71   | 62   | 61   | 47   | 42   | 49   | 46   | 41   | 32   |
| Quellen: Cassini und INSEE |      |      |      |      |      |      |      |      |      |

## Sehenswürdigkeiten
- Kirche Saint-Martin
- Wassermühle am Thon

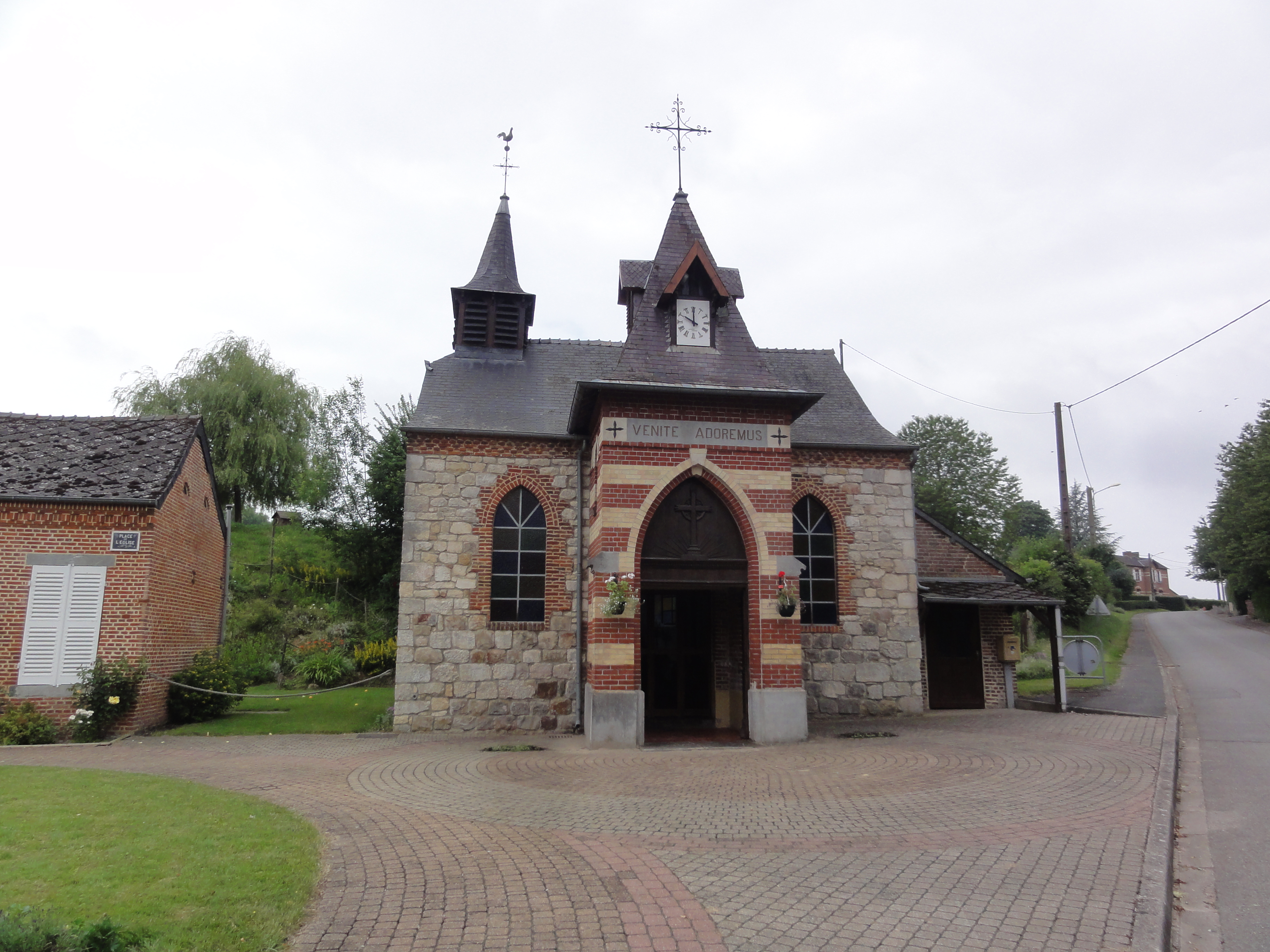
Kirche Saint-Lazare
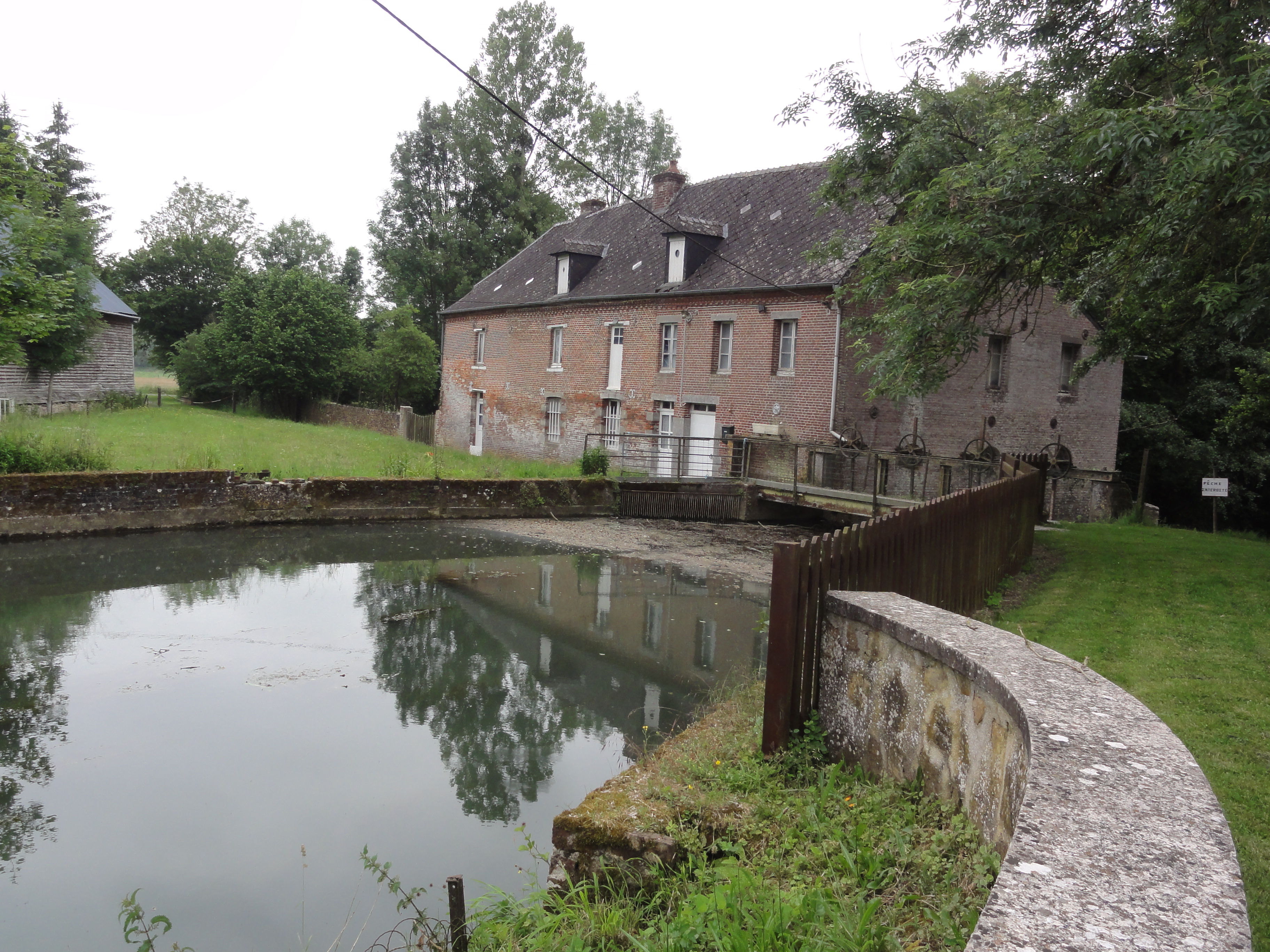
Wassermühle